# Biblia Alby

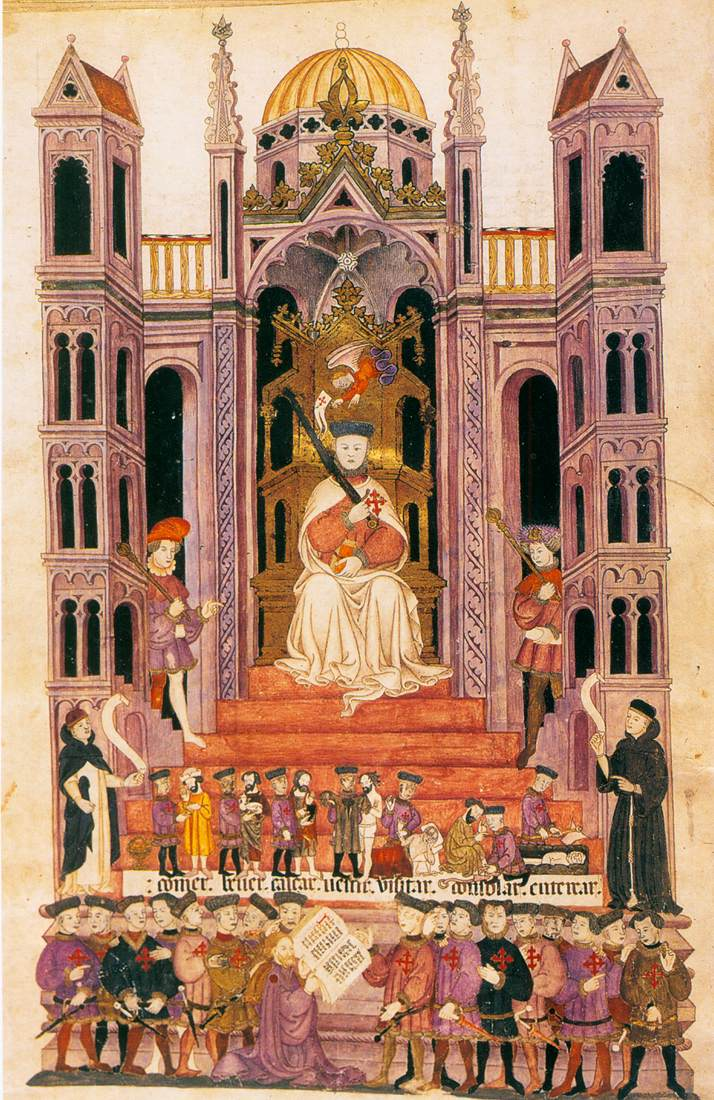
Rycina z Biblii Alby (uczta Baltazara)

Biblia Alby – najstarsze rękopiśmienne tłumaczenie Starego Testamentu na język romański (średniowieczny kastylijski). Rękopis ukończono w 1430 roku.
Została przetłumaczona z hebrajskiego przez sefardyjskiego rabina Mojżesza Arragela na polecenie Wielkiego Mistrza Zakonu Calatrava, Dona Luisa Guzmána. Prace nad nią zakończono w 1430 roku. Tłumaczenie było opatrzone komentarzami teologów chrześcijańskich i żydowskich m.in. Majmonidesa i Aben Ezra. Rękopis jest bogato zdobiony miniaturami wykonanymi przez franciszkanów. Od 1622 roku jest własnością książąt Alba, czemu zawdzięcza swą nazwę.
Pierwszym drukowanym przekładem Biblii w języku hiszpańskim była Biblia Reiny z roku 1569.

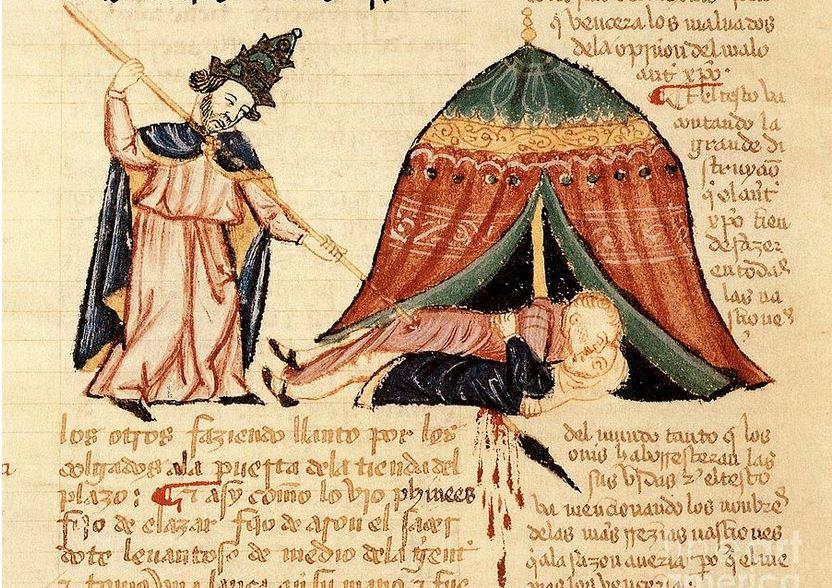
Gorliwość Pinchasa
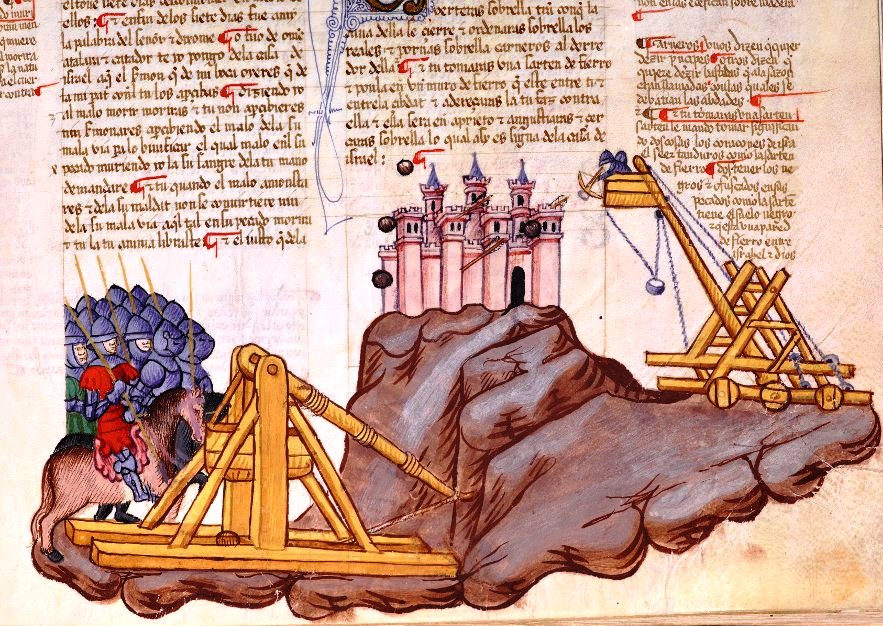
Juda Machabeusz oblegający Akrę